# Pueblo mixe
El Pueblo Mixe es un pueblo indígena localizado en México. También se hacen llamar como ayuujk jää'y o el ayuujk. Se ubica al noreste del estado de Oaxaca, aunque un número de ellos están repartidos en todo el país. El área que ocupa la integran 19 municipios, además de algunas agencias municipales en otros 5 municipios. Muchas de las comunidades se ubican en la región conocida como Sierra Mixe y otras más se hallan en el Istmo de Tehuantepec. Son reconocidos por la legislación estatal como parte integrante y que sustenta al estado.
Los mixes hablan la lengua mixe, un idioma de la familia lingüística mixe-zoque, cuyas lenguas se hablan alrededor del Istmo de Tehuantepec. Los pueblos más cercanamente emparentados son los mixe-popolucas, los zoque-popolucas y los zoques, que viven en los estados de Veracruz, Tabasco, Oaxaca y Chiapas.

## Ubicación geográfica

La bandera del Pueblo Mixe

Las comunidades mixes se encuentran al noreste del estado de Oaxaca, en 19 municipios cuyas cabeceras municipales también son comunidades mixes. Estos son: Asunción Cacalotepec, Mixistlán de la Reforma, San Juan Cotzocón, San Juan Guichicovi, San Juan Juquila Mixes, San Juan Mazatlán, San Lucas Camotlán, San Miguel Quetzaltepec, San Pedro Ocotepec, San Pedro y San Pablo Ayutla, Santa María Alotepec, Santa María Tepantlali, Santa María Tlahuitoltepec, Santiago Atitlán, Santiago Ixcuintepec, Santiago Zacatepec, Santo Domingo Tepuxtepec, Tamazulápam del Espíritu Santo y Totontepec Villa de Morelos.
Otras comunidades mixes son agencias municipales, agencias de policía o núcleos rurales de municipios cuyas cabeceras no son comunidades mixes. Estas comunidades son: San Pedro Jilotepec y El Sauce en el municipio de Magdalena Tequisistlán; San Sebastián Jilotepec y Agua Blanca en el municipio de Nejapa de Madero; Santa María Nizaviguiti y San Miguel Nizaviguiti en el municipio de San Carlos Yautepec; Santa María Tonaguía en el municipio de Santo Domingo Roayaga; y Santa María Nativitas Coatlán, San José El Paraíso y Santa Isabel de La Reforma en el municipio de Santo Domingo Tehuantepec. Existen también comunidades mixes en los municipios de San Juan Lalana (Paso del Águila), Santo Domingo Petapa (San Isidro Platanillo) y Villa Hidalgo Yalálag (Pozo Conejo), así como en el municipio de Santiago Sochiapan, Veracruz, creadas a raíz de las migraciones en el siglo XX a esas áreas.
De todos los municipios, 17 de ellos están integrados en el Distrito Mixe, Región Sierra Norte; en tanto que el municipio de San Juan Juquila Mixes forma parte del distrito de Yautepec y el municipio de San Juan Guichicovi pertenece al distrito de Juchitán. Una división común de la región agrupa a las comunidades mixes en una zona alta, una zona media y una zona baja, en función de la altitud a la que se ubica cada municipio.
La región mixe colinda al norte con poblaciones chinantecas y zapotecas del distrito de Choapam, al occidente con comunidades zapotecas del distrito de Villa Alta, al sur con chontales y zapotecos de la Sierra sur y el Istmo, al sureste con zoques y al este y noreste con comunidades chinantecas, mazatecas y mestizas.

## Denominación y Autodenominación
La palabra mixe es una derivación de mijxy, que significa "hombre" o "varón", palabra que pasó primero al zapoteco y a partir de allí, al español. Debido a que la denominación no tiene una connotación despectiva, es utilizada de forma común por los integrantes del Pueblo Mixe. 
El autónimo mixe es Ayuujk jää'y, Ayuuk jä'äy, Ayöök jayu o Ayuuk jyay, dependiendo de la variante lingüística, palabra que se compone de las raíces a ("idioma", "palabra"), yuuk ("montaña", "bosque") y jää'y ("persona", "gente"), es decir, gente de la lengua de las montañas o gente de la lengua del bosque. 

## Demografía
De acuerdo con los datos del Censo de Población y Vivienda, en el 2020 había 143,932 personas viviendo en los municipios y localidades mixes, además de un número importante que ha migrado a diferentes ciudades. Las localidades más grandes de la región mixe son:
| N.º | Municipio                      | Localidad                      | Número de habitantes |
| --- | ------------------------------ | ------------------------------ | -------------------- |
| 1   | San Juan Cotzocón              | María Lombardo de Caso         | 4188                 |
| 2   | San Juan Guichicovi            | San Juan Guichicovi            | 4131                 |
| 3   | San Miguel Quetzaltepec        | San Miguel Quetzaltepec        | 3637                 |
| 4   | Santa María Tlahuitoltepec     | Santa María Tlahuitoltepec     | 3525                 |
| 5   | San Juan Cotzocón              | San Juan Cotzocón              | 3424                 |
| 6   | Tamazulápam del Espíritu Santo | Tamazulápam del Espíritu Santo | 3020                 |
| 7   | San Lucas Camotlán             | San Lucas Camotlán             | 2994                 |
| 8   | Santiago Zacatepec             | Santiago Zacatepec             | 2372                 |
| 9   | San Pedro y San Pablo Ayutla   | San Pedro y San Pablo Ayutla   | 2347                 |
| 10  | San Juan Cotzocón              | Jaltepec de Candayoc           | 2106                 |

## Lengua
La lengua del Pueblo Mixe se conoce como Ayuujk, Ayuuk, Ayöök, Ayuk, Ëyuuk o Ëyuujk, dependiendo de la variante lingüística. Esta lengua forma parte de la familia lingüística Mixe-zoque, y se le agrupa en la rama mixeana junto con las lenguas Mixe-Popolucas de Sayula y Oluta, habladas en el estado de Veracruz. Asimismo, pertenece a esta rama una lengua extinta conocida como Tapachulteco, que se hablaba en Tapachula, Chiapas.
El Instituto Nacional de Lenguas Indígenas reconoce 6 variantes dialectales de la lengua mixe, si bien cada comunidad tiene particularidades que la hacen distinta a las del resto de las comunidades.

## Historia

### Época prehispánica
La historia del Pueblo Mixe está ligada a la de sus parientes mixe-popolucas, zoque-popolucas y zoques. Dichos pueblos habitan hoy alrededor del Istmo de Tehuantepec, desde el Golfo de México al Océano Pacífico, aunque otros pueblos mixe-zoques han desaparecido a lo largo de la historia. La historia mixe-zoque inicia entre el 5500 y el 3000 a. C. con la cultura Chantuto, en la costa del Soconusco en lo que hoy es el estado de Chiapas; posteriormente, entre el 1900 y el 900 a. C. florece la cultura Mokaya en la misma región, y después, entre el 1600 y el 400 a. C. la cultura olmeca, considerada la cultura madre de Mesoamérica. Todas estas culturas eran étnicamente mixe-zoques y hablaban alguna lengua de esta familia lingüística.
Posterior al decaimiento de la cultura olmeca, comienza a diferenciarse la rama mixeana de la familia lingüística mixe-zoque. Si bien ya existían poblaciones mixes en la planicie costera del Istmo de Tehuantepec, alrededor del año 400 a. C. se fundan los primeros asentamientos en la Sierra Mixe. La arqueología de esta región ha sido poco estudiada, aunque se han hallado indicios de centros urbanos (basamentos piramidales, tumbas, juegos de pelota) y numerosos vestigios arqueológicos que hablan de una ocupación continua desde el periodo Preclásico. 
Hacia finales del periodo Posclásico, ya se habían establecido las poblaciones que originarían las comunidades actuales. En dicho periodo, las comunidades mixes se organizaban en señoríos, los cuales se encontraban alejados de las principales rutas de comercio y habían tenido poco contacto con el que era el estado más poderoso del área mesoamericana en ese momento, la Triple Alianza o Imperio Azteca, manteniéndose independientes de este y de otros pueblos.

### Conquista y Colonia
Después de la Conquista de México-Tenochtitlán, Hernán Cortés ordenó la conquista de los territorios aledaños a este imperio. Las primeras incursiones españolas en la Sierra ocurrieron desde la provincia azteca de Tuxtepec, las cuales entraron por la vía del río Cajonos, siendo rechazados por los zapotecos de Tiltepec (hoy San Miguel Tiltepec). 
Otras incursiones posteriores no corrieron con mejor suerte. Finalmente, en 1526 Luis Barrios y Diego de Figueroa fueron enviados a conquistar la sierra por dos vías: Luis Barrios entró por el norte pero no tuvo éxito y falleció en Tiltepec, mientras que Diego de Figueroa entró desde el valle de Oaxaca, atravesó la sierra Juárez y finalmente llegó a la Sierra mixe, iniciando así el proceso de conquista y colonización de la región.
Durante este periodo, muchos pueblos de origen prehispánico desaparecieron debido a los procesos de reubicación de los asentamientos indígenas. En este sentido; a los habitantes de ciertos pueblos se les agregó a otras congregaciones, al seguirse una política de las autoridades del virreinato de reacomodo para poder controlar mejor a los habitantes de esta región, con lo cual se podía contar con trabajadores en buenas cantidades, dado que éstos fueron dados en encomiendas o en repartimientos, lo mismo que para liberar tierras que terminaron siendo dadas en mercedes a los españoles, todo con anuencia desde luego de parte del Rey Carlos 1º. 
Así, por ejemplo, el territorio mixe quedó dividido entre las alcaldías de Villa Alta, Nejapa y Tehuantepec. Durante este periodo, muchas comunidades desaparecieron debido a los procesos de reubicación y congregación ordenados por las autoridades del virreinato.

### Periodo de Independencia y Revolución
La región mixe permaneció alejada de los acontecimientos ocurridos durante la Guerra de Independencia de México, aunque sí hubo momentos en los que participaron en conflictos regionales. La guerra de Revolución tampoco tuvo incidencia directa en la región, si bien algunos personajes que participaron en dicho conflicto determinaron en gran medida el periodo posterior conocido como caciquismo. En 1938, se estableció de forma oficial el Distrito Mixe, con el municipio de Zacatepec como sede de las autoridades legales, políticas y agrarias. Este distrito agrupa a 17 de los 19 municipios mixes del estado de Oaxaca.

### sigloXX
En el siglo XX ocurrieron numerosas transformaciones que cambiaron las comunidades mixes: se fundaron las primeras escuelas e inició el proceso de castellanización, la introducción de las carreteras permitió la conexión con las principales ciudades del estado y se efectuó la expropiación de los territorios de las comunidades mixes de la zona baja para reubicar a las comunidades chinantecas y mazatecas que resultaron desplazadas por la construcción de las presas Cerro de Oro y Temascal.

## Organización territorial
La mayoría de las comunidades mixes se organiza bajo el sistema de comunidad agraria. Dentro de un mismo municipio se pueden encontrar varias comunidades que operan de forma independiente una de la otra; en estas comunidades el territorio es propiedad comunal. La excepción es el municipio de San Juan Guichicovi, donde el territorio se conforma por ejidos, y los municipios de San Juan Cotzocón y San Juan Mazatlán, donde hay tanto territorios comunales como ejidales.

## Arte y artesanías
El arte y la artesanía mixe está compuesto por una variedad de técnicas, se pueden encontrar comunidades con una vasta producción de objetos, entre los que destacan los textiles y la cerámica. 

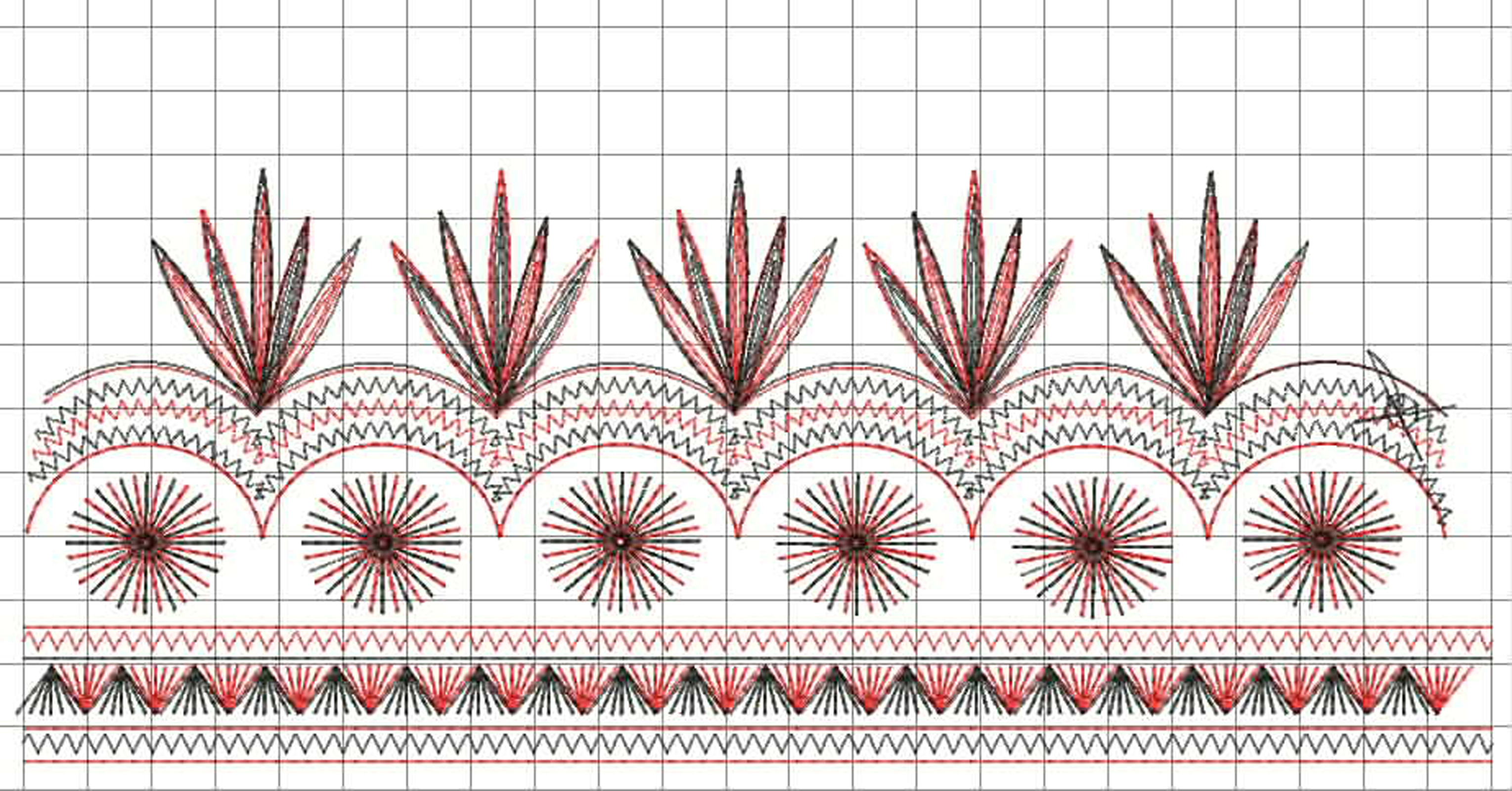

Al igual que otros pueblos indígenas, en los mixes se usa la técnica de tejido en telar de cintura. Su bordado tradicional representa su relación con el cielo, con la tierra y con la naturaleza. Con este tipo de bordado elaboran huipiles, rebozos y gabanes.    
La alfarería mixe también forma gran parte de sus artesanías. Con esta técnica elaboran vasijas, platos y diversos utensilios domésticos, utilizados como decoración o para preparar diversos platillos, como el tradicional machacado.